# Сивучинские горячие источники
Сивучинские горячие источники — минеральные горячие источники в южной части полуострова Камчатка.
Расположены термальные источники в 3 км от Гремучих ключей, в глубокой долине Четвёртой речки, на правобережном, ближайшем к вулкану склоне долины: из небольшой воронки в скальном грунте выбиваются слабые струи с температурой 48 °C.
Дебит главного грифона невелик, всего 0,5 л/с.
Состав воды: кремниевой кислоты — 0,11 г/л, борной кислоты — 0,256 г/л, углекислого газа — 0,375 г/л; рН = 6,6; с общей минерализацией 1,5 г/л. В воде присутствует сероводород.